# Velká Amerika
Velká Amerika (též zvaný Východní lom nebo lom Východ) je vápencový lom na území obce Mořina v okrese Beroun v České republice v CHKO Český kras. Je největším ze skupiny zdejších lomů. Velikost lomu je asi 750×150 metrů. Hloubka lomu bývá udávána v rozmezí 67 až 80 m. Dno je v nadmořské výšce 322 m (6. těžební patro), přičemž žádný jiný lom ve skupině do tohoto patra nezasahuje.
Do nadmořské výšky 335 m (5. těžební patro, západní polovina dna lomu) je lom zatopen bezodtokým jezerem.
Ve východní, výše položené a proto nezatopené části skládají lidé z kamenů různé obrazce a nápisy, proto se tato část nazývá „Obrazárna“.
Lom vytváří impozantní kaňon a je vyhledávaným turistickým místem. Byly zde natáčeny české filmy, např. Cesta na jihozápad, Limonádový Joe, Malá mořská víla, Micimutr a další.

## Turistické využití
Přístup přímo do lomu a na nezabezpečených místech ani těsně k jeho okrajům není dovolen a správa lomů zde po desetiletí bojuje s ilegálními návštěvníky, kteří nerespektují zákazové tabule, překonávají zábrany a využívají jezero k rekreaci nebo nedovoleným průzkumům. Opakovaně zde při podobných návštěvách došlo k vážným úrazům. Z východní části vede od nedaleké silnice sjezd, který krátkým tunelem umožňuje vjezd do lomu; na začátku tunelu je brána, jež je však trvale zamčena.
Lom však začal být turistickému zájmu přizpůsobován. U východního konce lomu je v současné době parkoviště. Přibližně od roku 2008 vede podél severního okraje lomu žlutě značená pěší turistická trasa č. 6161 s několika vyhlídkovými plošinami, která k východnímu konci lomu přichází od Mořiny a od západního konce pokračuje k lomu Mexiko a kolem lomů západního systému pak směrem ke Karlštejnu.
Nedaleko východního okraje lomu vede silnice z Mořiny ke křižovatce mezi Bubovicemi a Kozolupy. Po této silnici projíždí několik spojů linky 311 Pražské integrované dopravy, nedaleko lomu mají zastávku „Mořina, odb. lom“. K lomu také o víkendech zajíždí spoje SILVERJET na lince z Prahy do Karlštejna.

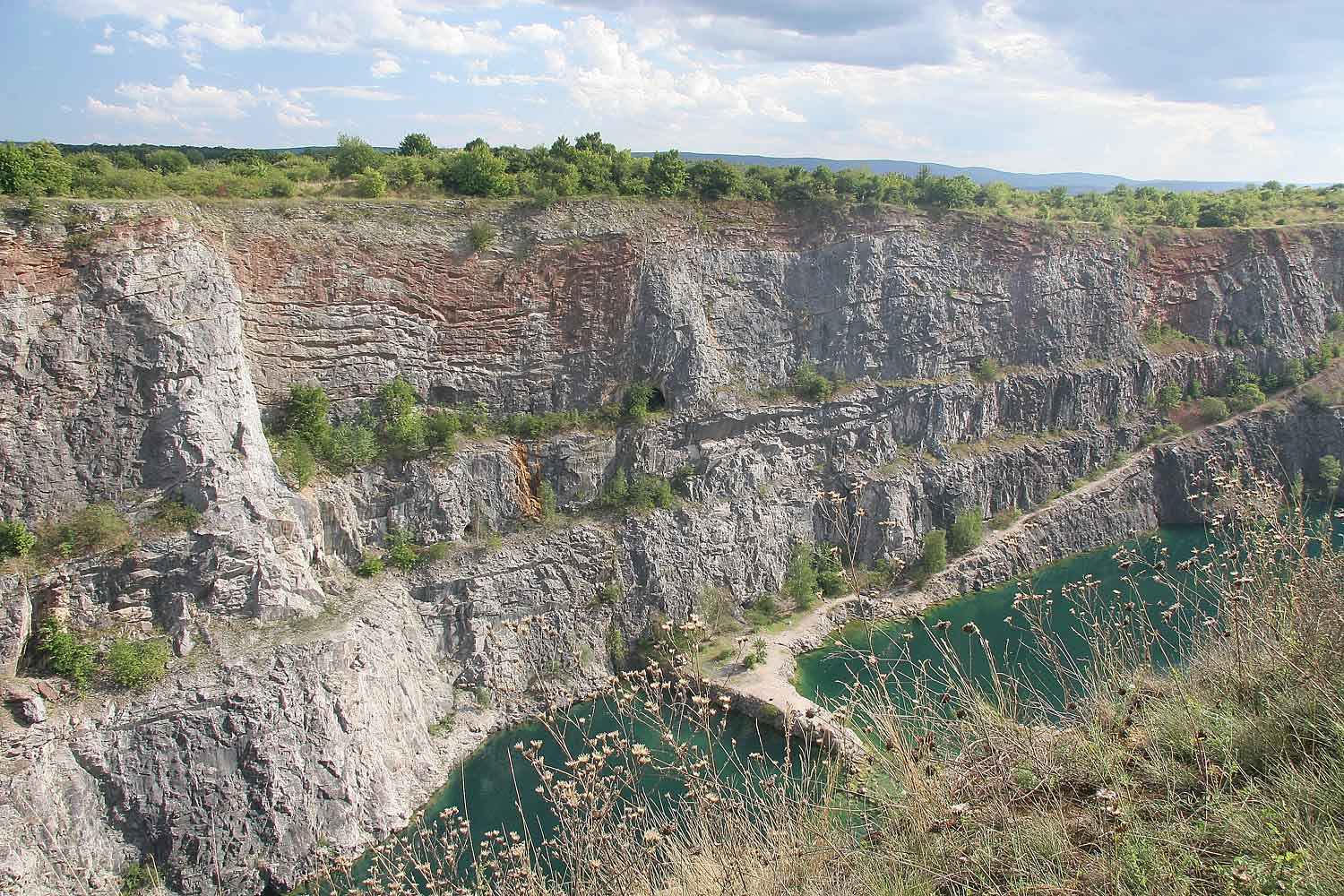
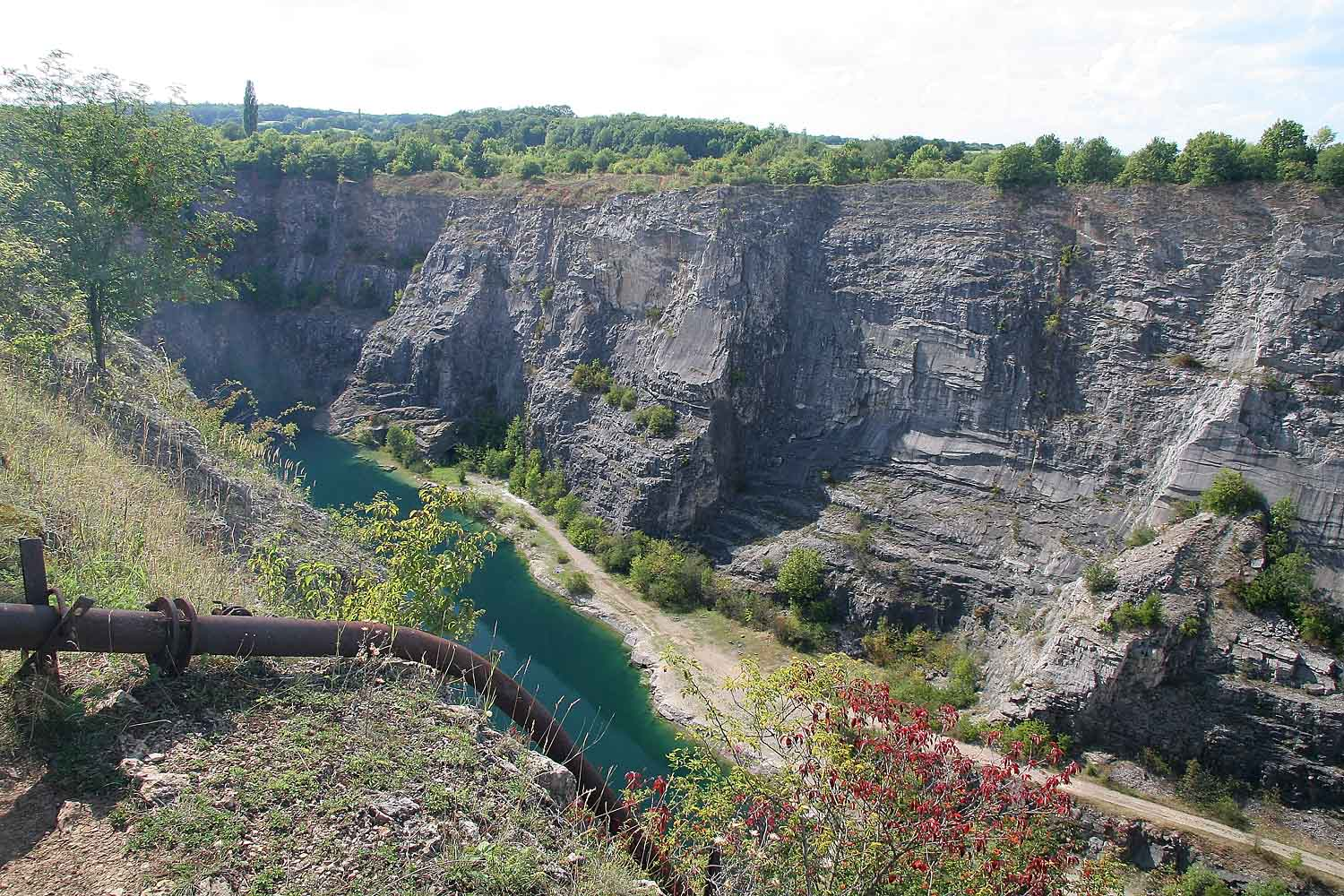
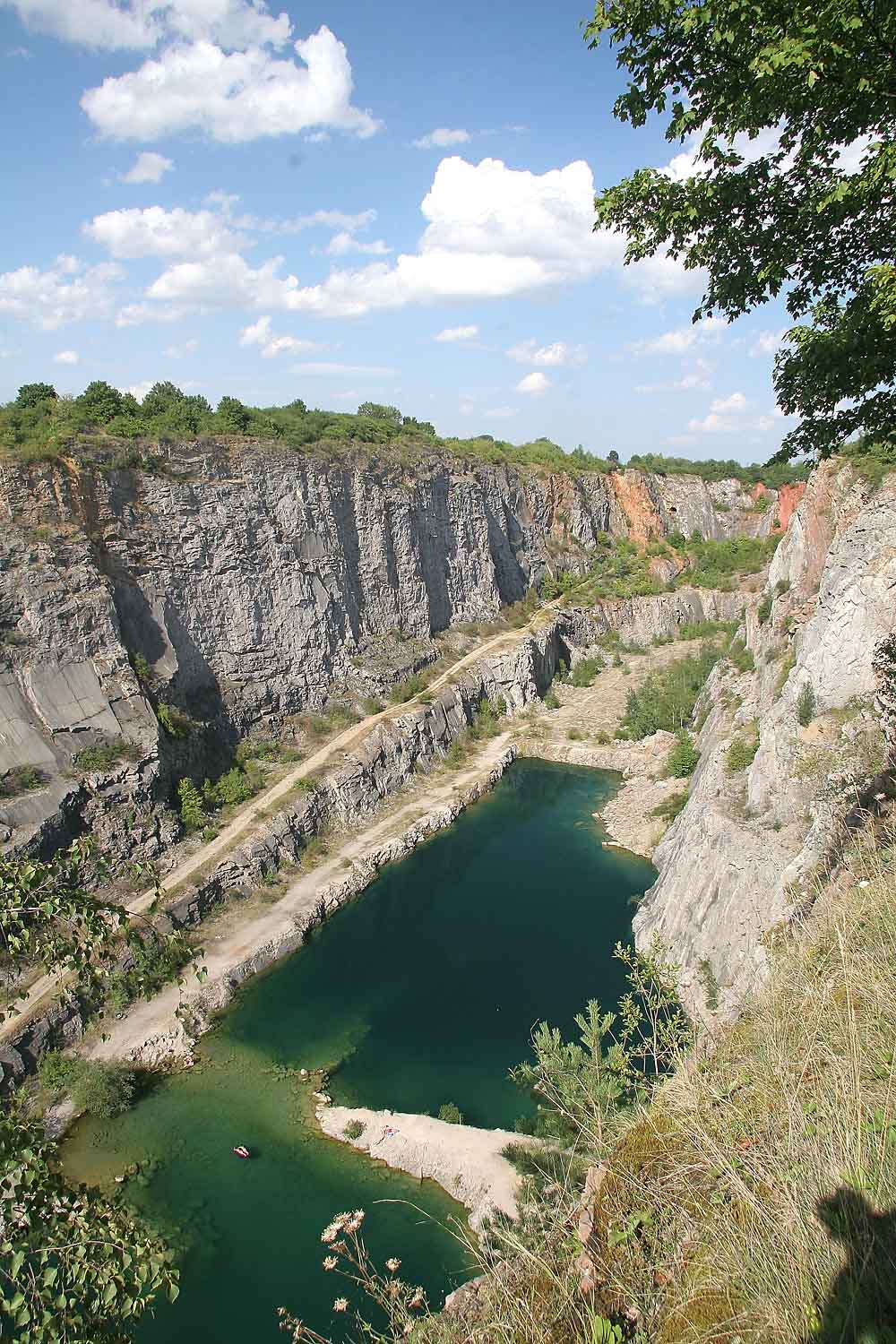
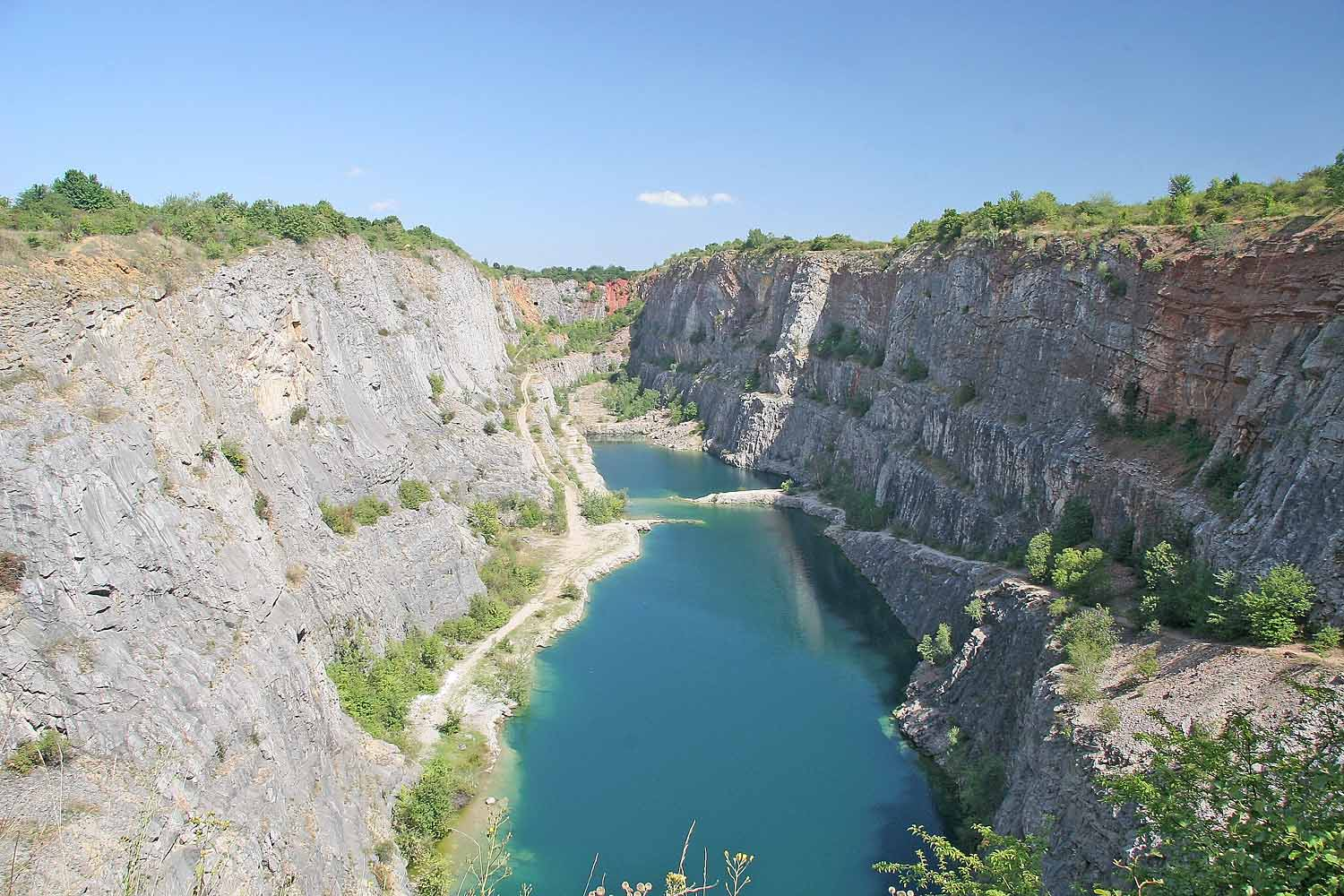
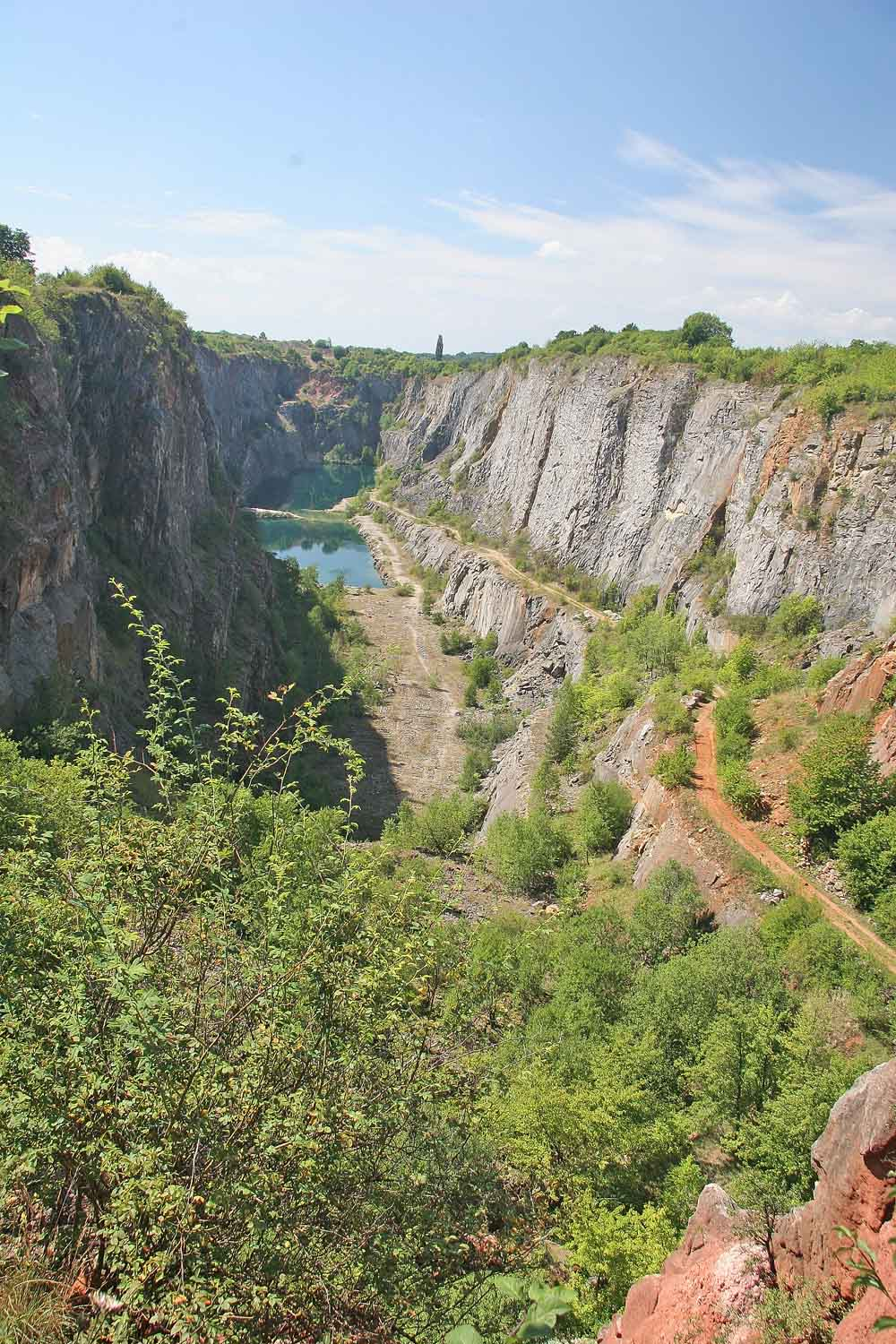
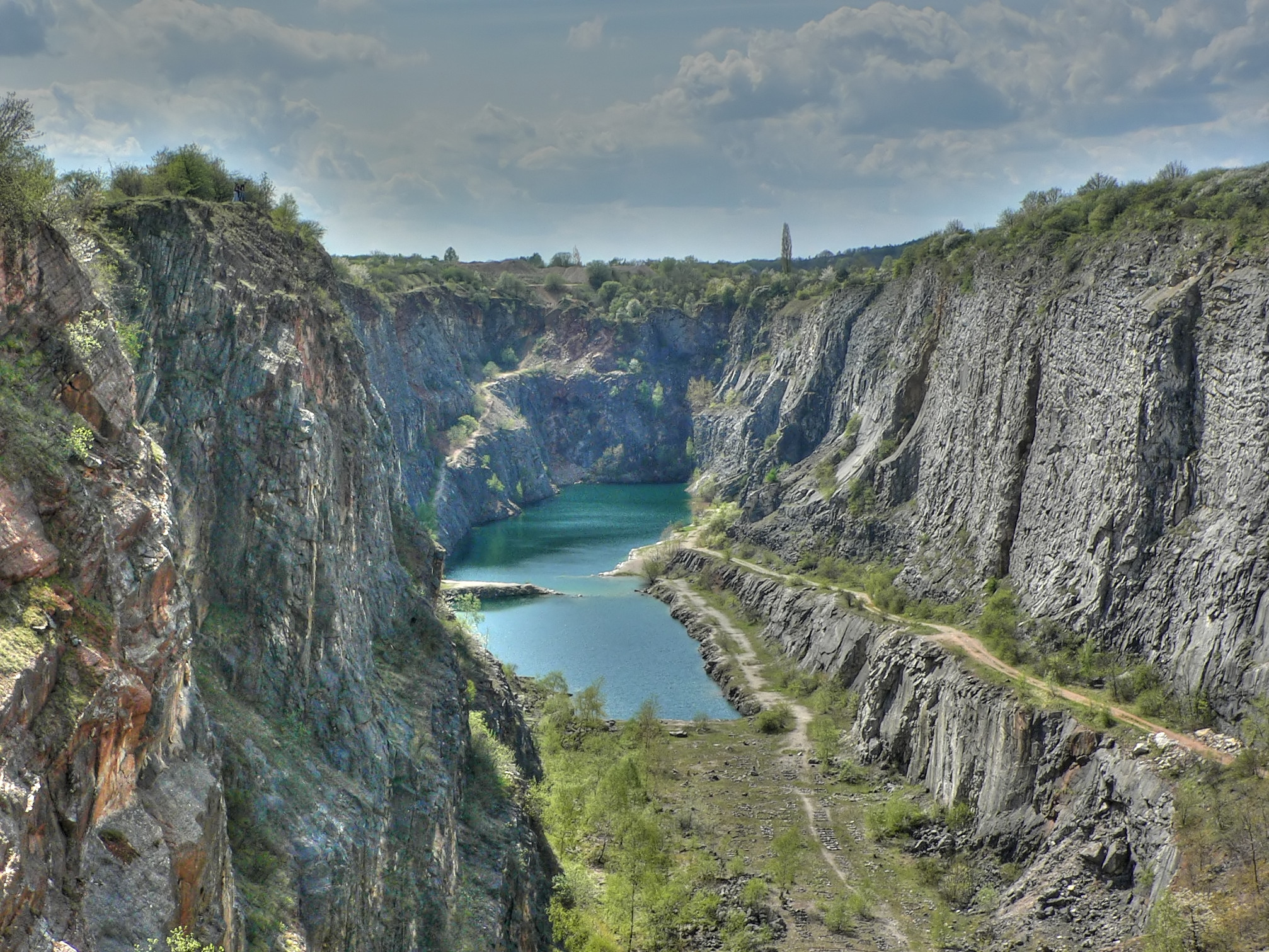
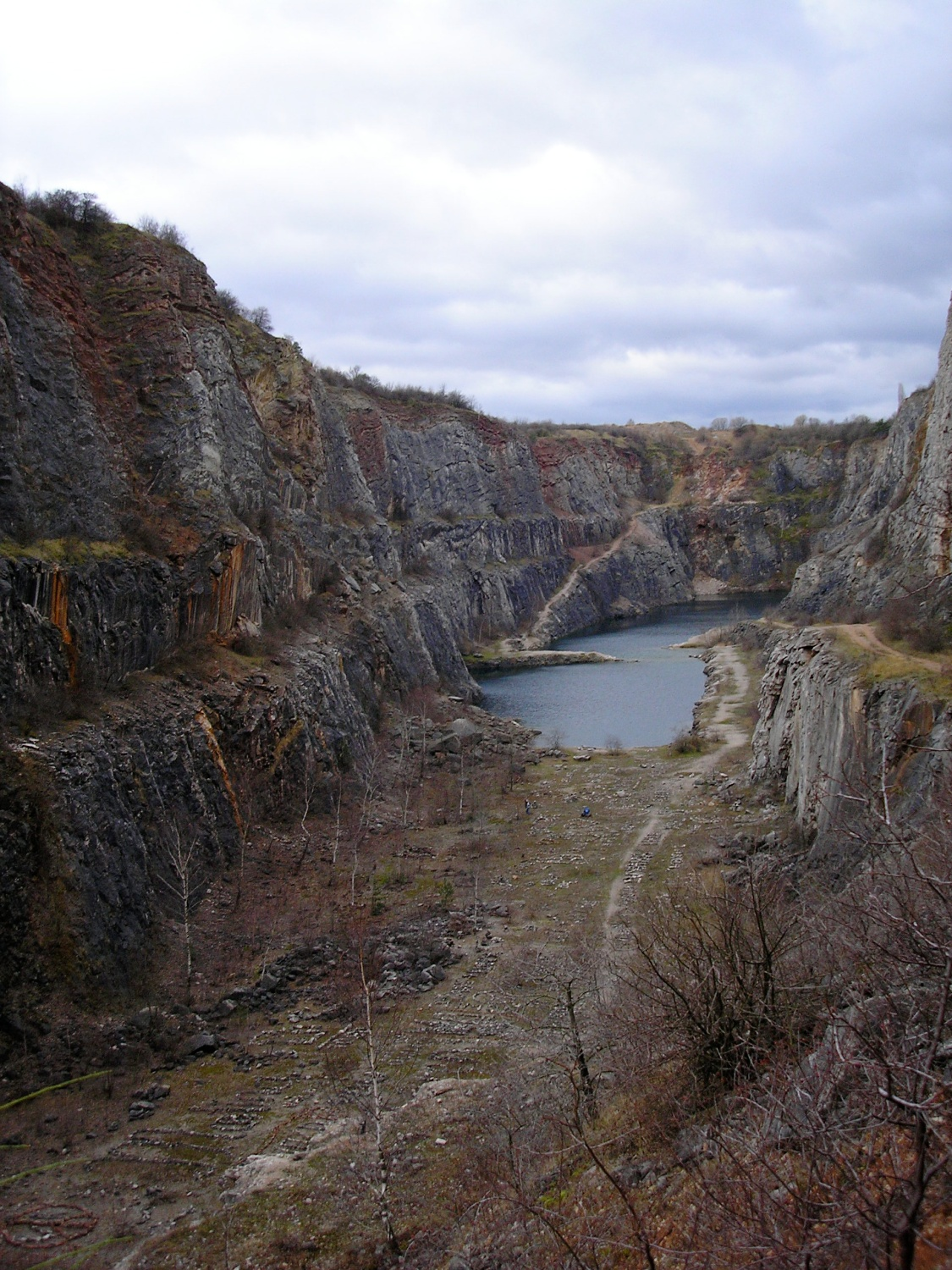
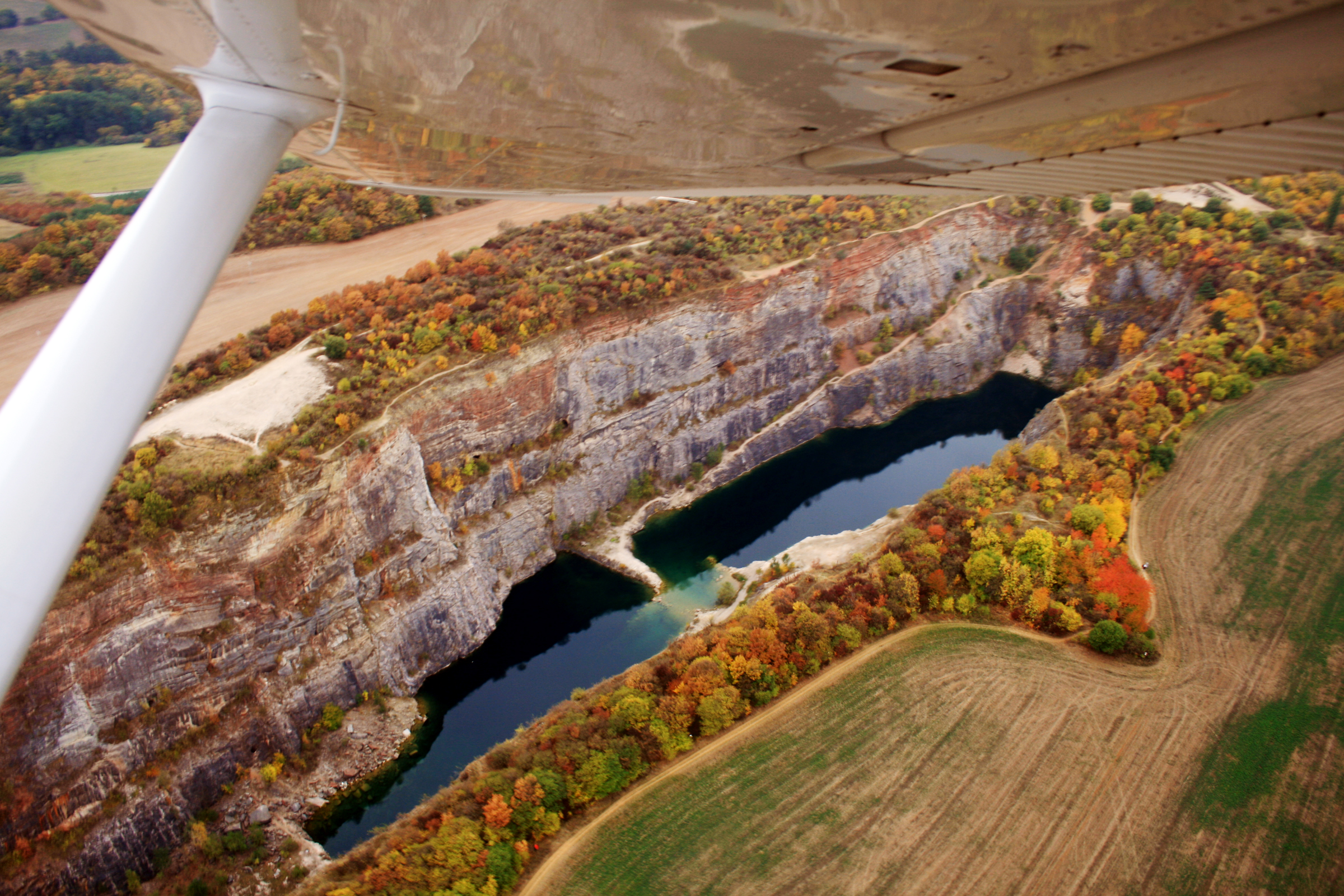
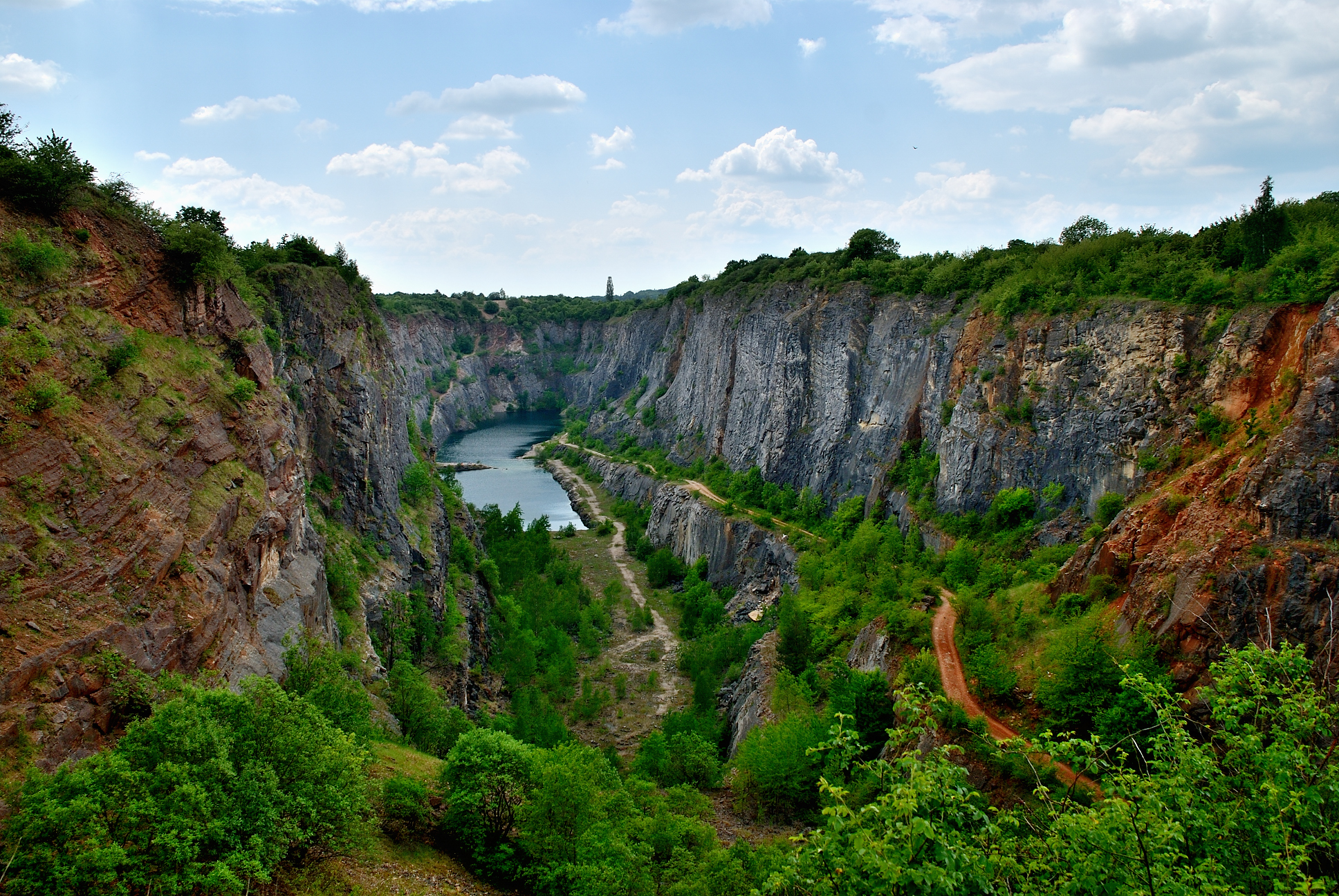
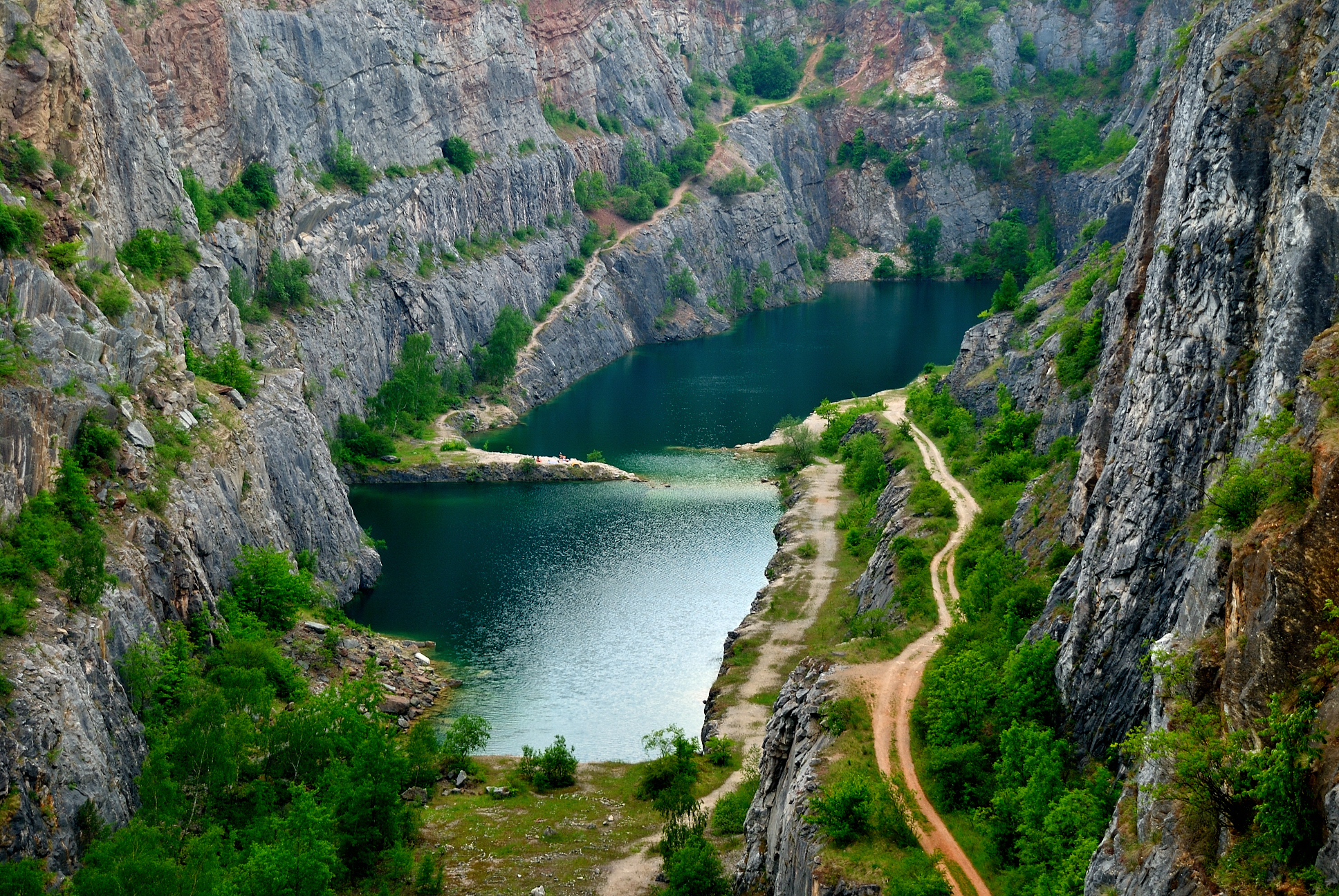